# Osmar de Oliveira Lins
Osmar de Oliveira Lins, também conhecido por Osmar Lins Peroba (Aporá, 23 de abril de 1942), é um empresário e político brasileiro, filiado ao Agir.

## Carreira
Sua estreia eleitoral foi em 1998, quando disputou o pleito estadual em São Paulo, pelo PAN. Concorreu a uma vaga de deputado estadual e obteve apenas 3.015 votos.
Em 2000, disputou a eleição para a prefeitura da capital paulista, ficando em 12º lugar entre 16 candidatos, angariando 5.110 votos. Na eleição para o governo estadual, em 2002, "Peroba" foi o último colocado na disputa eleitoral, com apenas 3.418 sufrágios dos eleitores paulistas.
Concorreu novamente à prefeitura paulistana em 2004, obtendo seu melhor resultado em um pleito majoritário: com 16.339 votos, foi o 9º entre 14 prefeitáveis.
Em 2006, usando o nome Osmar Lins Peroba, disputou sua última eleição pelo PAN, novamente concorrendo a uma cadeira de deputado estadual por São Paulo, com o slogan de campanha "Peroba neles!". A King, empresa com sede no Rio de Janeiro proprietária da marca óleo de peroba, produto que o candidato usou durante a sua campanha, manifestou publicamente o seu desagrado, tendo o caso seguido para o departamento jurídico da empresa. Ao final da eleição, Osmar recebeu sua maior votação: 60.322 votos, ou 0,29% do total. A votação não foi suficiente, já que o PAN não alcançou o quociente eleitoral necessário para eleger um deputado.
Com a incorporação de seu partido ao PTB, "Peroba" optou em não ingressar neste último, filiando-se ao PTdoB (atual Avante), desta vez para concorrer a uma cadeira de vereador na capital paulista, conquistando 2.171 votos. Em 2010, concorreu novamente a uma vaga na Assembleia Legislativa de São Paulo, desta vez pelo PSB, não chegando perto de repetir a votação do pleito anterior, tendo apenas 1.170 sufrágios. Em 2012, após 14 anos consecutivos disputando eleições, Osmar decidiu não candidatar-se a nenhum cargo eletivo.
Sua última eleição, em 2014, foi novamente como postulante a uma vaga de deputado estadual, agora pelo PTC. Neste pleito, teve seu pior desempenho em 8 eleições disputadas: recebeu apenas 625 votos.